# 1038
Évszázadok: 10. század – 11. század – 12. század
Évtizedek: 980-as évek – 990-es évek – 1000-es évek – 1010-es évek – 1020-as évek – 1030-as évek – 1040-es évek – 1050-es évek – 1060-as évek – 1070-es évek – 1080-as évek
Évek: 1033 – 1034 – 1035 – 1036 –  1037 – 1038 – 1039 – 1040 – 1041 – 1042 – 1043

## Események

### Határozott dátumú események
- augusztus 15. – Meghal I. István magyar király.[1]

### Határozatlan dátumú események
- Péter magyar király trónra lépése.[1]
- I. István magyar király temetése Székesfehérvárott, az általa alapított Szűz Mária-templomban[2] (augusztus 20.).

## Halálozások
- augusztus 15. – I. István magyar király